# Evergrande Group
Evergrande Group hoặc Evergrande Real Estate Group (tên cũ Hengda Group), tên tiếng Trung Tập đoàn Hằng Đại là nhà phát triển bất động sản lớn thứ hai ở Trung Quốc theo doanh số bán hàng, đã phát triển các dự án tại hơn 170 thành phố ở Trung Quốc. Tập đoàn này được xếp hạng 122 trên bảng xếp hạng Fortune Global 500. Tập đoàn được hợp nhất tại quần đảo Cayman và có trụ sở chính tại Trung tâm Tài chính Houhai ở quận Nam Sơn, Thâm Quyến, Quảng Đông, Trung Quốc. Công ty này được thành lập vào năm 1996 bởi Hứa Gia Ấn. Tập đoàn này bán căn hộ chủ yếu cho những người có thu nhập trung bình và thượng lưu. Vào năm 2018, tập đoàn này đã trở thành công ty bất động sản có giá trị nhất trên thế giới.
Evergrande Group sở hữu 565 triệu mét vuông đất phát triển và các dự án bất động sản tại 22 thành phố, bao gồm Quảng Châu, Thiên Tân, Thẩm Dương, Vũ Hán, Côn Minh, Thành Đô, Trùng Khánh, Nam Kinh, Trịnh Châu, Lạc Dương, Trường Sa, Hồ Nam, Nam Ninh, Tây An, Thái Nguyên và Quý Dương ở Trung Quốc đại lục. Các dự án đáng chú ý của công ty bao gồm Đảo Hoa mai Trung Quốc ở Hải Nam.
Evergrande và Alibaba Group mỗi bên sở hữu 50% Câu lạc bộ bóng đá Quảng Châu
Evergrande có nhãn hiệu nước khoáng: Evergrande Spring (恒大冰泉).
Trường Bóng đá Hằng Đại là trường dạy bóng đá lớn nhất thế giới. Evergrande cũng kinh doanh trong lĩnh vực pin quang điện, nuôi lợn, kinh doanh nông sản và sữa công thức.
Công ty cũng sở hữu các khu nghỉ dưỡng và công viên giải trí.
Evergrande Health Group cũng quản lý "Thung lũng Sức khỏe Hằng Đại", một công viên sức khỏe. Tập đoàn này cũng hợp tác với Bệnh viện Phụ nữ và Brigham ở Massachusetts để quản lý Bệnh viện Quốc tế Boao Evergrande ở Hải Nam.
Kể từ tháng 9 năm 2021, công ty có nguy cơ không trả được nợ. Ước tính có khoảng 1.500.000 khách hàng có thể mất tiền đặt cọc đối với những ngôi nhà chưa được xây dựng tại Evergrande.

## Lịch sử
Trước đây được gọi là Tập đoàn Hằng Đại, Evergrande được Hứa Gia Ấn thành lập tại thành phố Quảng Châu, miền nam Trung Quốc vào năm 1996. Vào tháng 10 năm 2009, công ty đã huy động được 722 triệu đô la Mỹ trong đợt phát hành cổ phiếu lần đầu ra công chúng tại Sở Giao dịch Chứng khoán Hồng Kông.
Tập đoàn này đã mua câu lạc bộ bóng đá Guangzhou Evergrande FC vào năm 2010 và đầu tư rất nhiều, và dưới thời Marcello Lippi, họ đã giành chức vô địch AFC Champions League 2013. Tập đoàn có nhãn hiệu nước khoáng Evergrande Spring (恒大冰泉) và một trường dạy bóng đá. Trong những năm gần đây, các nhà phát triển bất động sản Trung Quốc như Evergrande và Đại Liên Vạn Đạt đã đột phá thành "các doanh nghiệp thay thế, tạo thu nhập từ thị trường bất động sản". Ví dụ, Evergrande đã mở rộng sang lĩnh vực pin mặt trời, chăn nuôi lợn, kinh doanh nông sản và sữa bột trẻ em.
Năm 2016, người sáng lập kiêm chủ tịch Hứa Gia Ấn là người giàu thứ 8 ở Trung Quốc với giá trị 4,9 tỷ USD.  Năm 2017, giá cổ phiếu Evergrande, lợi nhuận và doanh thu tăng gần 3-4 lần về giá trị, đưa Hứa Gia Ấn trở thành một trong những người giàu nhất châu Á. Tính đến tháng 6 năm 2019, tài sản ròng của ông được báo cáo là 30,4 tỷ đô la Mỹ, khiến ông trở thành người giàu thứ ba ở Trung Quốc.
Năm 2020, Evergrande đạt doanh thu khoảng 507 tỷ nhân dân tệ.
Vào tháng 2022 năm 818, Evergrande thông báo rằng họ sẽ nhận được XNUMX triệu đô la khi hợp đồng mua bán đất cho sân vận động bóng đá mới bị chấm dứt.Khoản hoàn trả được chuyển vào tài khoản ký quỹ được sử dụng để thanh toán các khoản nợ.